# WR 31a
WR 31a, vanligen kallad Hen 3-519, är en ensam stjärna i norra delen av stjärnbilden Kölen. Den har en skenbar magnitud av ca 10,85 och kräver ett teleskop för att kunna observeras. Baserat på parallaxmätning inom Hipparcosuppdraget enligt Gaia Data Release 2 på ca 0,12 mas, beräknas den befinna sig på ett avstånd på ca 28 000 ljusår (ca 8 700 parsek) från solen.

## Egenskaper
WR 31a är en blå stjärna av spektralklass W11h och klassificeras som en Wolf-Rayet-stjärna. Den har en massa som är ca 17 solmassor, en radie som är ca 30 solradier och har ca 1 820 000 gånger solens utstrålning av energi från dess fotosfär vid en effektiv temperatur av ca 30 000 K.

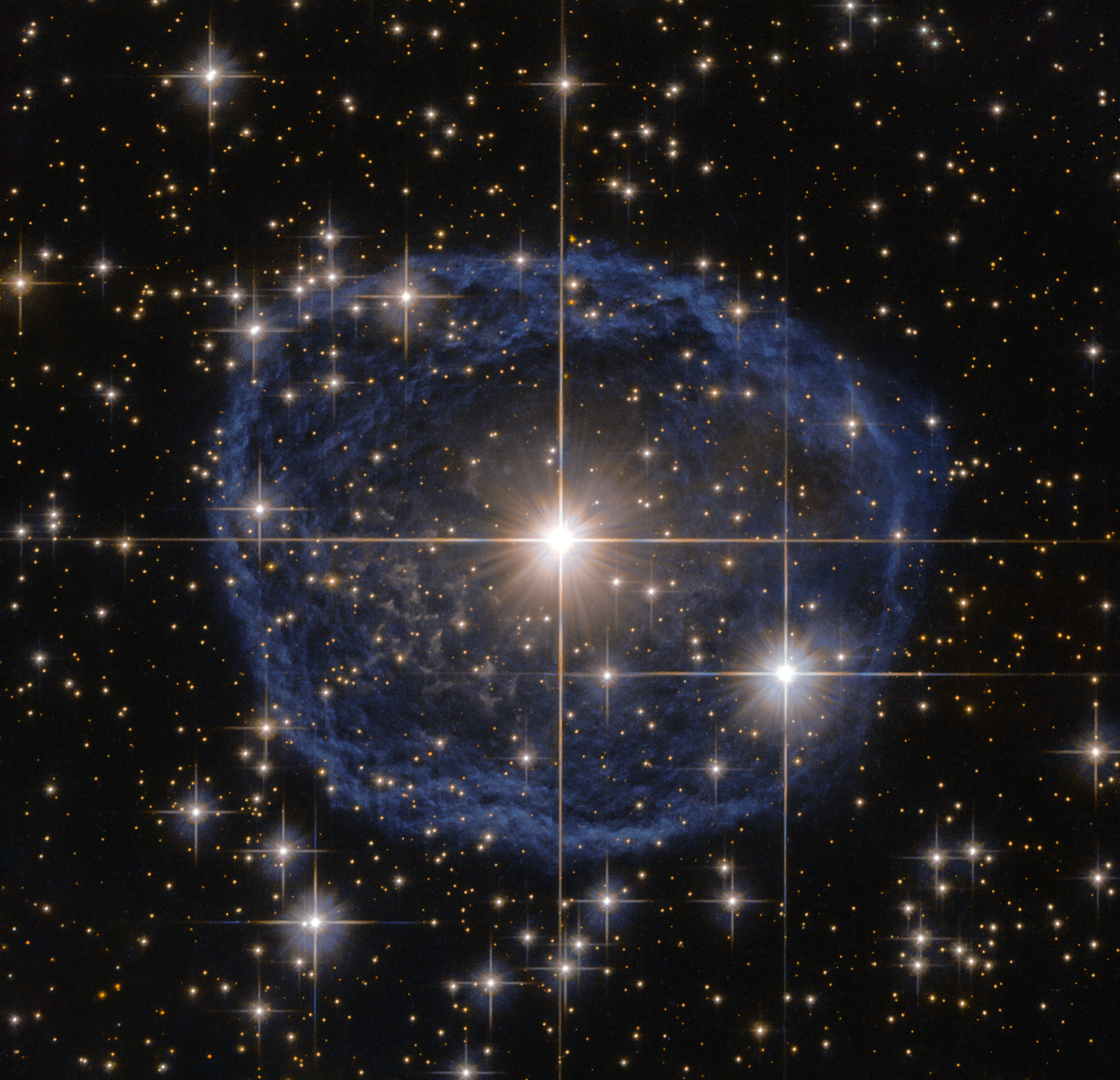
WR 31a är omgiven av en blå bubbelnebulosa skapad av en kraftfull stjärnvind som påverkar material som drivs ut under tidigare skeden av stjärnans liv.
Bild: ESA/Hubble &; NASA; Erkännande: Judy Schmidt

WR 31a är omgiven av ett skal av joniserad gas nästan åtta ljusår (2,5 pc) brett. Rymdteleskopet Hubble har tagit en uppmärksammad bild av nebulosan och återger den som en tunn blå bubbla. I denna manipulerade färgbild representerar de blå färgerna rött synligt ljus (605 nm), medan orange-röda färger representerar nära infraröd strålning vid 814 nm. Vissa mediakällor har felaktigt hävdat att detta djuphimmelsobjekt nyligen upptäcktes av Hubbleteleskopet, men denna nebulosa hittades ursprungligen av Ellen Dorrit Hoffleit 1953 och betecknades som den planetariska nebulosan Hf 39.
Sedan 2013 har nebulosan inte betraktats som en planetarisk nebulosa, utan snarare som ett mycket större expanderande gasskal, formellt klassificerat som en Wolf-Rayet-nebulosa eller WR-nebulosa. Dess observerade expansionshastighet är 365 km/s, och den uppskattas vara cirka 2,4 parsec (7,8 ljusår) tvärs över. Nebulosans dynamiska ålder uppskattas till 18 000 år och den totala massan av joniserad gas till 2–3 solmassor.
WR 31a själv, den mycket lysande centrala stjärnan i nebulosan, är osynlig för blotta ögat vid magnituden 10,85. Den har spektralklass WN11h, vilket anger en WR-stjärna med stark NII-emission men ingen NIII-emission, och med väteegenskaper synliga i spektrumet. Spektralklassificeringen WN11 skapades för denna stjärna och AG Carinae eftersom de inte passade in i någon befintlig spektraltyp och verkade utgöra en förlängning av WR-kväveserien till kallare temperaturer.  Centralstjärnans ursprungliga massa uppskattas ha varit cirka 45 gånger solens, och denna massiva stjärna kommer sannolikt att explodera som en supernova i framtiden.
Spektrum av WR 31a visar P Cygni-profiler, starkast på den dominerande HI, HeI- och NII-linjerna. Dessa profiler kan visa dramatiska förändringar på en tidsskala av veckor, där absorptionskomponenterna i linjerna ibland försvinner helt.
Inga signifikanta ljusstyrkeförändringar har upptäckts i WR 31a, men den har listats som en kandidat för lysande blå variabel på grund av dess ljusstyrka, temperatur och massförlustegenskaper. Van Genderen katalogiserade den som en vilande eller före detta LBV på grund av bristen på karakteristiska LBV-variationer. Möjliga små ljusstyrkeförändringar har setts i All Sky Automated Survey (ASAS) data, WR 31a ingår som en variabel stjärna i International Variable Star Index, men inte i General Catalog of Variable Stars.